# Sekar Putih (Widodaren)
Sekar Putih is een bestuurslaag in het regentschap Ngawi van de provincie Oost-Java, Indonesië. Sekar Putih telt 4812 inwoners (volkstelling 2010).